# コックフォスターズ駅
コックフォスターズ駅（コックフォスターズえき、英: Cockfosters station）は、ロンドン地下鉄のピカデリー線の駅である。1933年7月31日に開設。ロンドン北のインフィールド・ロンドン特別区およびバーネット・ロンドン特別区のコックフォスターズに位置している。トラベルカード・ゾーンは5である。

## ギャラリー

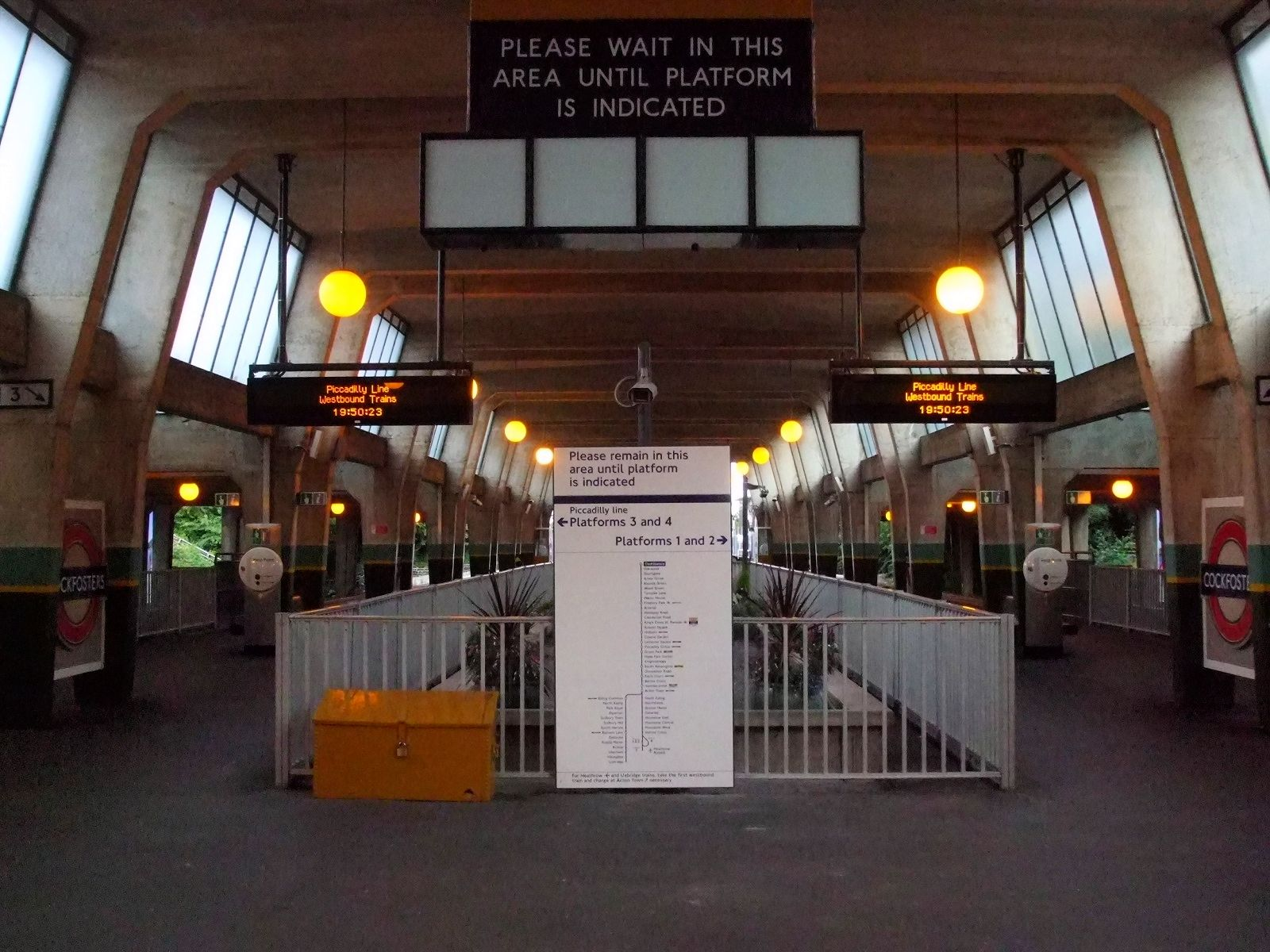
駅構内
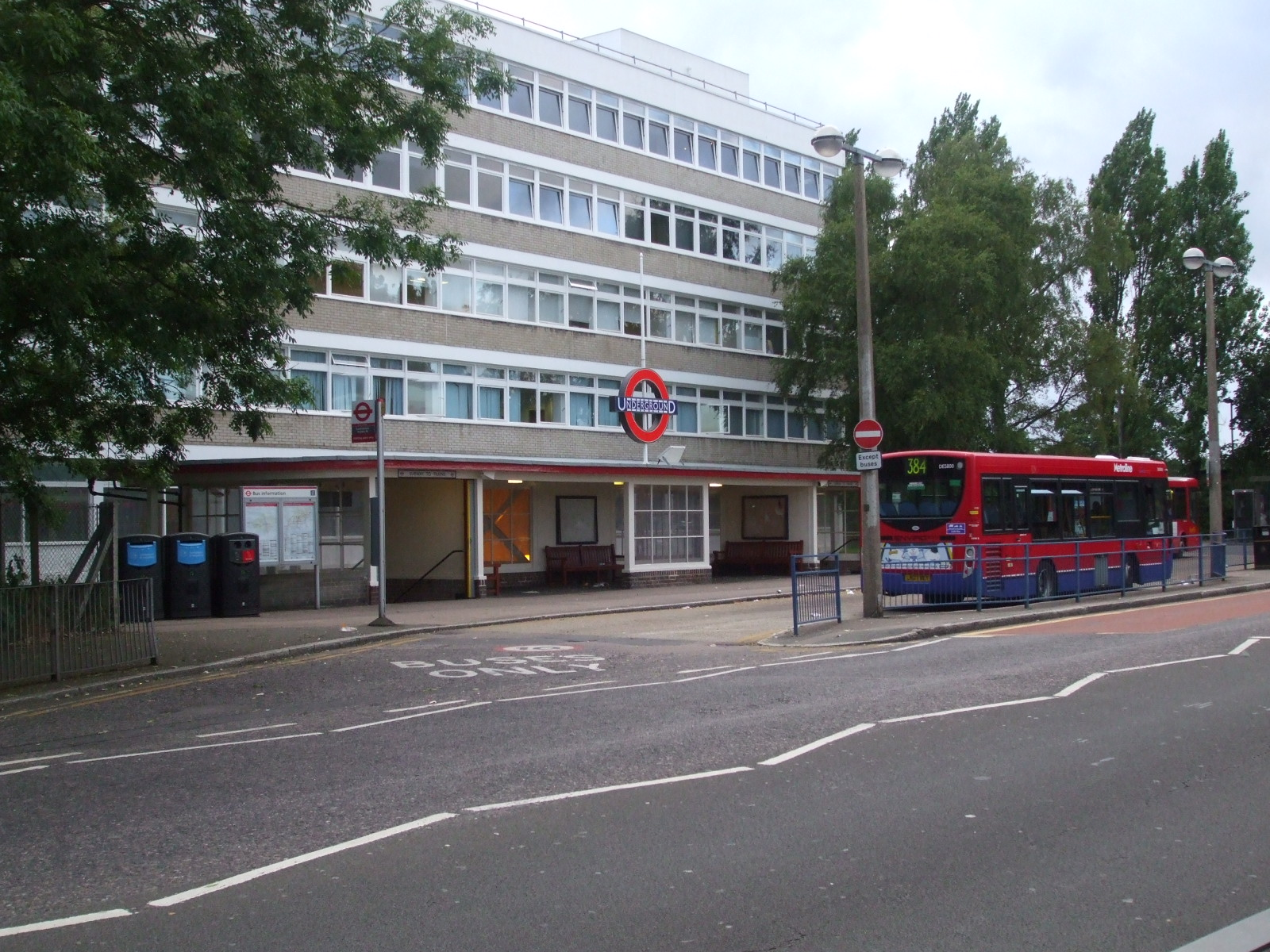
駅のバス停留場
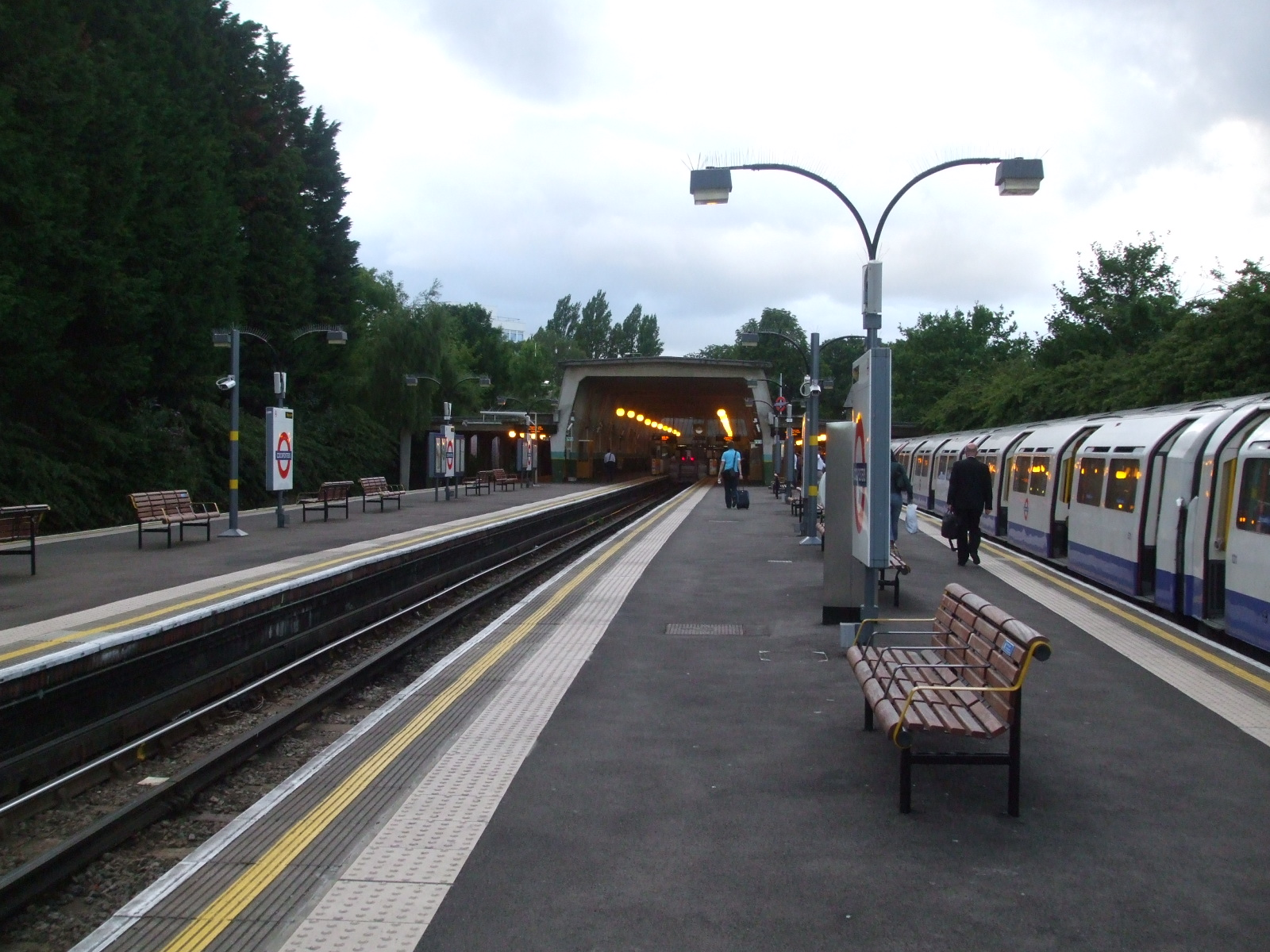
2番線と3番線から緩衝器方向を見た写真。
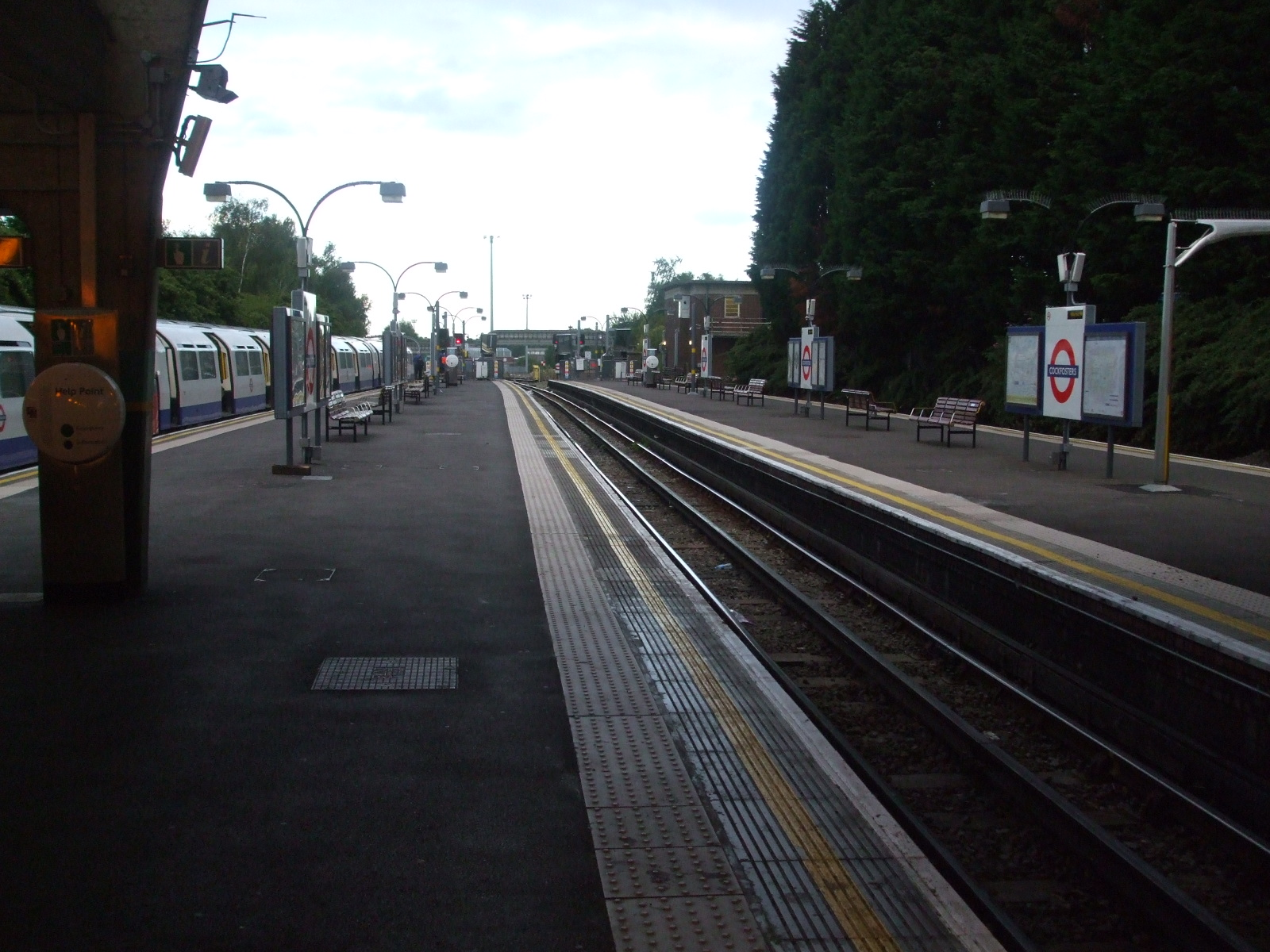
2番線と3番線からオークウッド方面を見た写真。